# Phimodium
Phimodium là một chi bướm đêm thuộc họ Erebidae.